# Antoine Monnot-Arbilleur
Antoine-Alexis Monnot-Arbilleur est un homme politique français né le 31 mai 1818 à Besançon (Doubs) et décédé le 20 août 1876 à Besançon.
Agriculteur et propriétaire terrien, il est élu député du Doubs en 1871 et siège au centre gauche, soutenant le gouvernement de Thiers. Élu sénateur du Doubs en 1876, il meurt au bout de quelques mois de mandat.

## Sources
- « Antoine Monnot-Arbilleur », dans Adolphe Robert et Gaston Cougny, Dictionnaire des parlementaires français, Edgar Bourloton, 1889-1891 [détail de l’édition]